# 拿明·沙碧
拿明·沙碧（波蘭語：Nermin Šabić，1973年12月21日—），是波赫的足球運動員，司職中場，現效力策利克。

## 連結
- 拿明·沙碧 – FIFA國際賽競賽紀錄 (存檔)
- 拿明·沙碧在National-Football-Teams.com的資料